# Burg Blankenberg (Thüringen)
Die Burg Blankenberg, auch Planckenberg und Altes Schloss genannt, war eine Burganlage auf einem nach Süden gerichteten Bergsporn dicht südlich der Ortskerns von Blankenberg (Schlossberg 1) im heutigen Saale-Orla-Kreis in Thüringen. Die Spornburg gehörte ursprünglich zu einer Reihe von Sicherungsfestungen an der Saale, war ursprünglich Reichslehen und hatte dann über die Jahrhunderte verschiedene Besitzer.

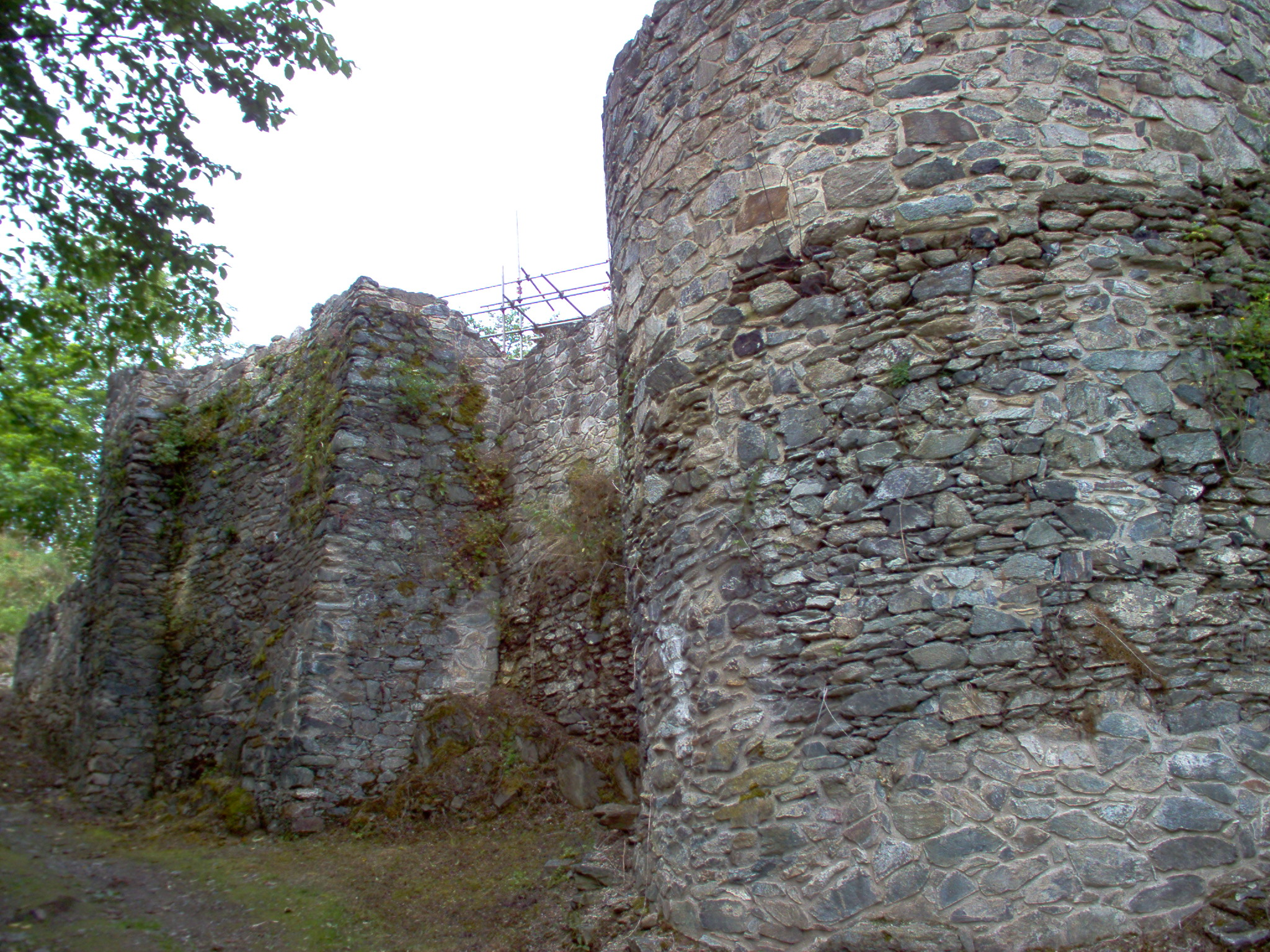
Burgruine Blankenberg
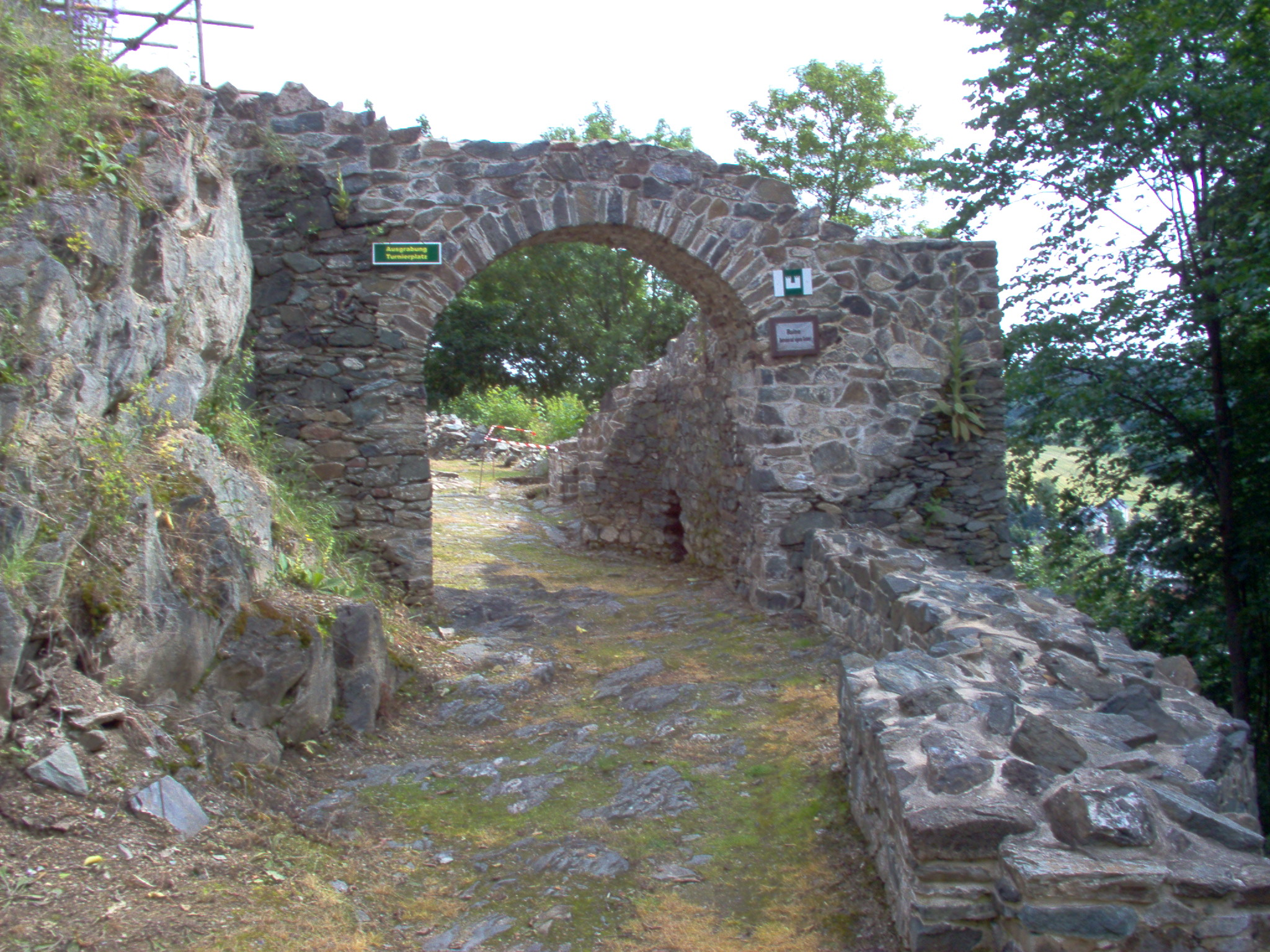
Torbogen zum Turnierplatz

## Geschichte

### Ursprünge im Mittelalter
Der Ursprung der Burgen entlang der Saale ist unter Historikern umstritten. Die Annahme, dass sie als Zwingburg gegen die Sorben errichtet wurde, gilt als abwegig. Eher wahrscheinlich ist die Annahme eines Majors von Herzberg, die von taktischen Erwägungen ausgeht und die Entstehung von Burgen an der oberen Saale in die Zeit der Kämpfe zwischen Staufern und Welfen legt. Von einem Angriff der Welfen war das Egerland am meisten gefährdet, ein wichtiger Faktor in der Haus- und Reichspolitik der Staufer. Zu seinem Schutz schuf Kaiser Friedrich I. zwischen Saale und Mulde das Vogtland, das im Westen und Nordwesten in dem steil abfallenden Saaletal ein starkes Hindernis bildete. Zu diesem Zweck wurden vermutlich auch die Burgen am rechten Ufer der oberen Saale auf Befehl des Kaisers errichtet. Die linke Flanke der Hauptverteidigungslinie war durch die obere Saale gesichert, wenn die Flussübergänge gesperrt waren.
Als Besitzer der 1192 erwähnten Burg werden im 13. Jahrhundert die Vögte von Weida, Gera und Plauen genannt, sowie 1371 Kaiser Karl IV.

### Neuzeit
Mit Beginn der Neuzeit hatte die Burg wie alle Burgen ihren ursprünglichen Sinn als Wehrbau verloren. Wie viele Burgen wurde auch die Burg Blankenberg im Laufe der Zeit von den Besitzern innen und außen schlossartig umgestaltet. Es entstand ein Wohnbau mit abgerundeten Ecken; er hatte romanisches Mauerwerk, das in neuerer Zeit dürftig wiederhergestellt wurde. Das hochragende Hauptgebäude war aus Schieferplatten gefertigt und lag auf einem Felsklotz, der durch einen noch sichtbaren Graben vom übrigen Gelände abgetrennt war. Äußerlich dominierten sieben wuchtige Strebepfeiler und die Untergeschosse hatten lediglich Lichtschlitze und Scharten. Nur die Obergeschosse besaßen Fenster. Die äußeren Bereiche bildeten einen großen Hof zur Bewirtschaftung des Rittergutes. Für die Schlossbewohner fand in der zum Schloss gehörenden Schlosskapelle der Sonntagsgottesdienst statt.

### Abriss und Sicherung der baulichen Reste
Bis zum Ende des Zweiten Weltkrieges blieb der trutzige Bau des Schlosses nahezu unverändert erhalten. Im Zusammenhang mit den Enteignungen durch die Bodenreform erließ die sowjetische Besatzungsmacht 1947 den Befehl Nr. 209, die den Abbruch enteigneter Adelssitze beinhaltete. So wurde am 14. Juni 1948 das „Alte Schloss“, wie es im Volksmund bezeichnet wurde, nach einer über 700-jährigen Geschichte gesprengt.
Bis zur politischen Wende 1989 geriet der Trümmerhaufen nahezu in Vergessenheit. Erst zu Beginn der 1990er Jahre fanden sich engagierte Bürger zusammen und legten seit 1995 unter fachkundiger Leitung die Reste des Schlosses frei. So ist der Turnierplatz mit dem neu gemauerten Tor wieder deutlich zu erkennen. Die Stützmauern wurden zum Teil neu errichtet; ein Schlossgarten mit Pavillon wurde angelegt. Das Kreuzgewölbe des Rittergutsgebäudes wurde restauriert und dort eine kleine Sammlung von Fundstücken der Ausgrabungen eingerichtet. Im Jahr 2007, anlässlich der 775-Jahr-Feier, wurde ein Modell des Schlosses im Maßstab 1:10 auf einem Rondell am Fuß der Ruine aufgestellt.